# Litoria chloronota
Espèce
Synonymes
- Hylella chloronota Boulenger, 1911
- Hyla chloronota (Boulenger, 1911)

Statut de conservation UICN

 DD  : Données insuffisantes
Litoria chloronota est une espèce d'amphibiens de la famille des Pelodryadidae.

## Répartition
Cette espèce est endémique de Nouvelle-Guinée occidentale en Indonésie. Elle se rencontre autour des lacs Anggi dans la péninsule de Doberai dans la province de Papouasie occidentale à 1 850 m d'altitude dans les monts Arfak.

## Description
Le mâle holotype mesure 27 mm.

## Publication originale
- Boulenger, 1911 : Descriptions of three new tree frogs discovered by Mr. AE Pratt in Dutch New Guinea. Annals and Magazine of Natural History, sér. 8, no 8, p. 55–56 (texte intégral).